# Mårten Mickos
Mårten Gustaf Mickos , nacido el 6 de noviembre de 1962 en Espoo, Finlandia; es el gerente de MySQL AB. Ha ocupado dicho puesto desde enero de 2001. Mårten es también el cofundador y también gerente de MatchON Sports Ltd. Anteriormente, ocupó el mismo cargo en la subsidiaria de Sonera, Intellitel Communications Inc, y ha ocupado distintas posiciones  de mercadotecnia en Solid Database Information Technology Ltd y otras compañías de software.
Mickos tiene un Máster en Ingeniería de la Universidad Tecnológica de Helsinki, Finlandia, y ha sido premiado con distinciones como el Audemars Piguet "Changing Times Award: European Entrepreneur of the Year 2006" and the Nokia Foundation Award.,